# Oyo (państwo)
Oyo, znane także jako Ojo – nieistniejące obecnie państwo w Afryce. Powstało około XIV w. na terenie dzisiejszej Nigerii. 
Rosnąca przewaga miasta Oyo Ile (znanego jako Katunga lub Stare Oyo), zyskiwana dzięki bogactwu płynącemu z handlu i potędze jego kawalerii, pozwoliła mu zyskać przodującą pozycję wśród państw Jorubów między połową XVII a końcem XVIII w. Państwo Oyo podporządkowało sobie inne państwa Jorubów oraz królestwo Dahomeju. 
W 1796 dowódca kawalerii wszczął bunt przeciwko władcy państwa. Jego skutkiem było odłączenie się miasta Ilorin, wokół którego skupiła się rebelia. Był to początek końca imperium, gdyż kolejni wasale szli w ślady Ilorin. Wkrótce potem najazdy państwa Fulani doprowadziły do upadku państwa Oyo w 1835.
W 1837 udało się odnowić państwo w nowej stolicy. W 1895 król Adeyemi I Alowolodu przyjął protektorat brytyjski. W 1905 Brytyjczycy zlikwidowali królestwo Oyo.
Oyo funkcjonuje obecnie jako monarchia plemienna, obecnym władcą jest Oba Abimbola Owoade.

## Władcy Oyo
- Oranyan ok. 1400
- Ajaka
- Sango
- Ajaka (ponownie)
- Aganju
- Kori
- Oluaso
- Onigbogi ok. 1500 ?
- Ofiran
- Eguguojo
- Orompoto
- Ajiboyede
- Abipa ok. 1600
- Obalokun
- Oluodo
- Ajagbo
- Odarawu
- Kanran
- Jayin
- Ayibi
- Osiyago
- Ojigi ok. 1720/8
- Gberu ok. 1730
- Amuniwaiye  ? –1746
- Onisile 1746–1754
- Labisi 1754
- Awonbioju 1754
- Agboluaje 1754– ?
- Majeogbe
- Abiodun ok. 1770–1789
- Awole Arogangan 1789–1796
- Adebo 1796–1797
- Maku 1797
- wakat
- Majotu 1802–1830
- Amodo 1830–1833
- Oluewu 1833–1835
- Atiba Atobatele 1837–1859
- Adelu 1859–1875
- Adeyemi I Alowolodu 1876–1905